# Torres (Rio Grande do Sul)
Torres, deutsch Türme, amtlich portugiesisch Município de Torres, ist eine Küstenstadt und ein Badeort am östlichsten Zipfel des Bundesstaats Rio Grande do Sul im Süden Brasiliens. Sie liegt 208 km Wegstrecke nordöstlich der Hauptstadt Porto Alegre am Südatlantik. Die Bevölkerung wurde zum 1. Juli 2021 auf 39.381 Einwohner geschätzt, die Torrenser (torrenses) genannt werden und auf einer Gemeindefläche von rund 161,6 km² leben. Benannt ist der Ort nach seiner markanten Felsenformation.

## Geographie
Umliegende Orte sind Arroio do Sal, Mampituba sowie Passo de Torres im Bundesstaat Santa Catarina.
Das Biom ist Mata Atlântica. Im Norden der Stadt entwässert der Grenzfluss Rio Mampituba in den Atlantik, im innerstädtischen Bereich befindet sich die Binnenlagune Lagoa do Violão, weitere Gewässer sind durch Quarzit-Sandbarrieren getrennt. Zwischen der Staatsstraße RS-389 und dem Atlantik befindet sich das 2002 gegründete 1000 Hektar große Schutzgebiet Parque Estadual de Itapeva.
Bekannt ist Torres durch drei Felsformationen vulkanischen Ursprungs, die aus Basaltgesteinen aus der Jura- und Kreidezeit (Ära der Dinosaurier) bestehen und ungefähr 140 Millionen Jahre alt sind.

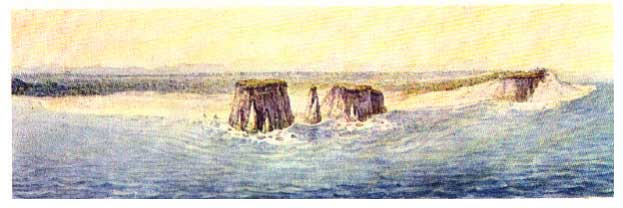
Frühe Darstellung der Torres von Jean-Baptiste Debret
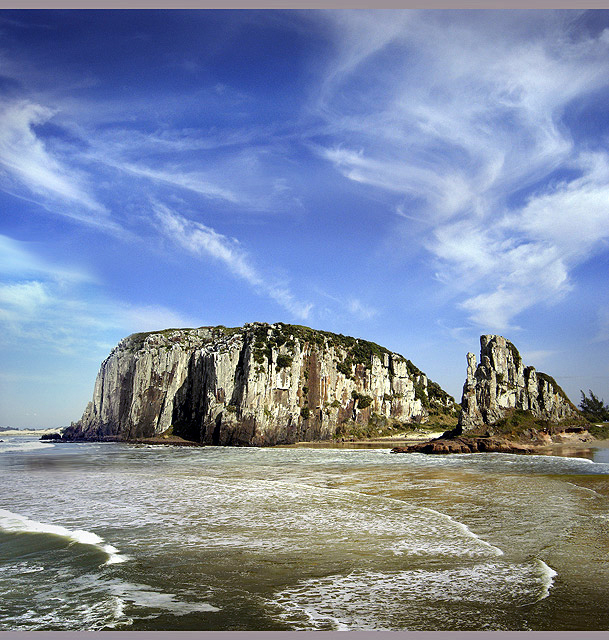
Torres (Praia da Guarita)
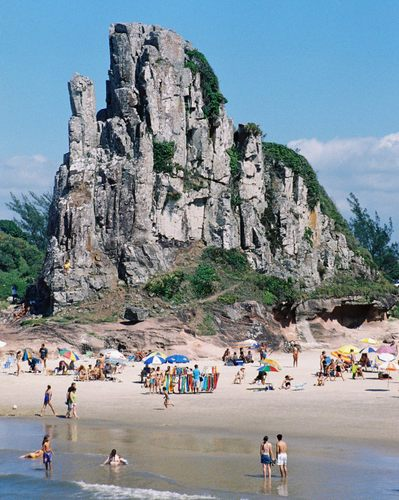
Felsformation
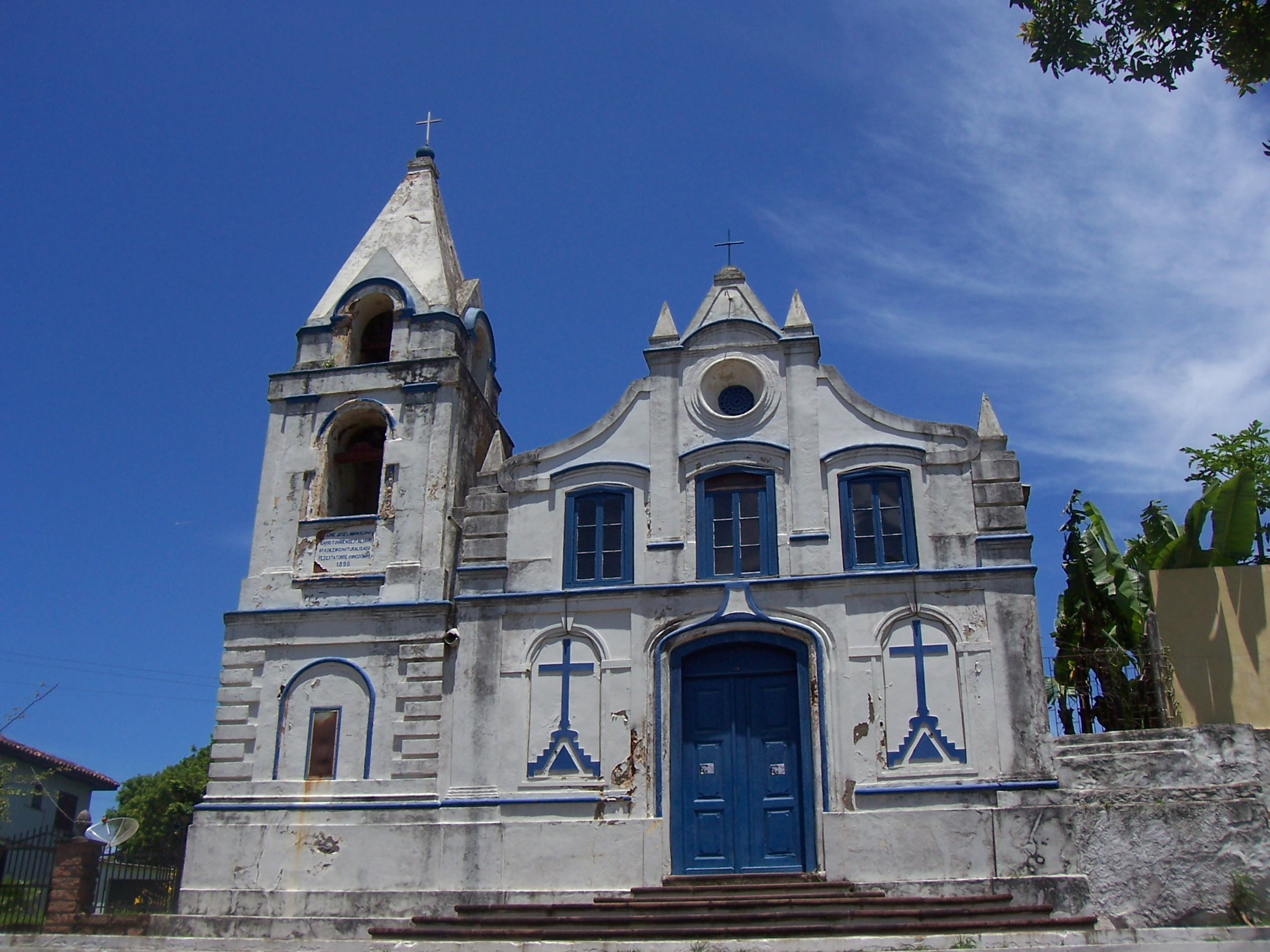
Igreja São Domingos em Torres, Kulturdenkmal

Die fünf Hauptstrände sind der Praia Grande (2 km), der Praia do Meio oder Prainha mit 600 m Länge bis zum Morro do Farol, der Praia da Cal zwischen Morro do Farol und Morro das Furnas, der Praia da Guarita zwischen Morro das Furnas und Morro da Guarita und der Praia de Itapeva zwischen Morro da Guarita und dem Morro de Itapeva.

### Klima
Die Gemeinde hat tropisches, gemäßigt warmes Klima, Cfa nach der Klimaklassifikation nach Köppen und Geiger. Die Durchschnittstemperatur ist 18,8 °C. Die durchschnittliche Niederschlagsmenge liegt bei 1404 mm im Jahr. Der Südsommer hat höhere Niederschläge als der Südwinter.

## Geschichte
Das Gemeindegebiet war ursprüngliches Siedlungsgebiet der indigenen Carijós. Torres war seit dem 20. Dezember 1832 der Distrito de São Domingos das Torres Teil des Munizips Osório, der damals noch Conceição do Arroio hieß. Am 21. Mai 1878 erhielt der Ort als Villa de São Domingos das Torres erstmals Stadtrechte, verlor diese wieder am 16. Dezember 1887 an Osório und erlangte sie am 22. Januar 1890 erneut.
Der Ort entwickelte sich zu einem bedeutenden Seebad.

## Kommunalverwaltung
Die Exekutive liegt bei dem Stadtpräfekten (Bürgermeister). Bei der Kommunalwahl 2016 wurde Carlos Alberto Matos de Souza von den Progressistas (PP) zum Stadtpräfekten für die Amtszeit von 2017 bis 2020 gewählt. Souza wurde bei der Kommunalwahl 2020 mit 10.528 oder 52,14 % der gültigen Stimmen für die Amtszeit von 2021 bis 2024 wiedergewählt.
Die Legislative liegt bei einem 13-köpfigen gewählten Stadtrat, den vereadores der Câmara Municipal.
Seit 2003 ist der Munizip in die beiden Distrikte Distrito de Torres (gleichzeitig Sitz des Munizips) und den Distrito de Glória gegliedert.

## Bevölkerungsentwicklung
| Jahr | Einwohner | Stadt  | Land  |
| --- | --------- | ------ | ----- |
| 1991 | 23.765    | 20.666 | 3.099 |
| 2000 | 30.880    | 27.556 | 3.324 |
| 2010 | 34.656    | 33.340 | 1.316 |
| 2021 | 39.381    | ?      | ?     |
| Hier fehlt eine Grafik, die leider im Moment aus technischen Gründen nicht angezeigt werden kann. Wir arbeiten daran! |           |        |       |

Quelle: IBGE (2011)

## Ethnische Zusammensetzung
Ethnische Gruppen nach der statistischen Einteilung des IBGE (Stand 2000 mit 30.880 Einwohnern, Stand 2010 mit 34.656 Einwohnern):
| Gruppe      | Anteil 2000 | Anteil 2010 | Anmerkung                        |
| ----------- | ----------- | ----------- | -------------------------------- |
| Brancos     | 27.868      | ▲ 31.792    | Weiße, Nachfahren von Europäern  |
| Pardos      | 2.380       | ▼ 2.009     | Mischrassige, Mulatten, Mestizen |
| Pretos      | 500         | ▲ 666       | Schwarze                         |
| Amarelos    | 9           | ▲ 28        | Asiaten                          |
| Indígenas   | 50          | ▲ 160       | indigene Bevölkerung             |
| ohne Angabe | 74          | –           |                                  |

Quelle: SIDRA

## Wirtschaft
Hauptwirtschaftszweig und städtische Einnahmequelle ist der Badetourismus mit Dienstleistungen und Handel. Nennenswerte Industrien sind nicht bekannt. Zu den touristischen Attraktionen gehört das jährliche Ballonflugfestival Festival Internacional de Balonismo de Torres.

### Durchschnittseinkommen und Lebensstandard
Das monatliche Durchschnittseinkommen betrug 2018 den Faktor 2,2 des brasilianischen Mindestlohns (Salário mínimo) von R$ 880,00 (Einkommen umgerechnet für 2020: rund 309 € monatlich). Der Index der menschlichen Entwicklung (HDI) ist mit 0,762 für 2010 als hoch eingestuft.
2018 waren 12.151 Personen oder 31,7 % der Bevölkerung als fest im Arbeitsverhältnis stehend gemeldet, 28,8 % der Bevölkerung hatten 2010 noch ein Einkommen von der Hälfte des Minimallohns. 988 Familien (mit 3069 Personen) erhielten im August 2020 Unterstützung durch das Sozialprogramm Bolsa Família.
Das Bruttosozialprodukt pro Kopf betrug 2017 rund 30.954 R$, das Bruttosozialprodukt der Gemeinde belief sich auf rund 1.162.766 Tsd. R$.

## Verkehrsanbindung
| Straßenverbindungen                         |
| BR-101                                      |
| RS-389 (Estrada do Mar)                     |
| Flugverbindungen                            |
| Aeroporto de Torres (IATA: TSQ, ICAO: SSTE) |